# Gotha T57
 (septembre 2022).
Si vous disposez d'ouvrages ou d'articles de référence ou si vous connaissez des sites web de qualité traitant du thème abordé ici, merci de compléter l'article en donnant les références utiles à sa vérifiabilité et en les liant à la section « Notes et références ».
Gotha T-57, ou Gothawagen T-57, est un type de matériel roulant ferroviaire de type tramway, construit par la société allemande Gothawagen de 1957 à 1961. 
Deux types de rames existent : Les rames motrices de type T-57, et les remorques de type B-57.
Ces rames ont fourni les réseaux de tramways des pays de l'Est que sont l'Union soviétique et l'Allemagne de l'Est.

## Versions
Les motrices sont bidirectionnelles avec une cabine de conduite à chaque extrémité et deux portes d'accès par face. Les villes d'Erfurt, Halle et Saale ont reçu des motrices unidirectionnelles dont les portes du côté gauche sont remplacées par de grandes baies vitrées.
Les remorques sont dépourvues de poste de conduite. La ville d'Eupatoria en Ukraine a converti des remorques en voitures-pilotes.
Le Tramway de Berlin désigne les motrices comme TF59 et les remorques comme BF59.